# Ameles maroccana
Ameles maroccana är en bönsyrseart som beskrevs av Boris Petrovich Uvarov 1931. Ameles maroccana ingår i släktet Ameles och familjen Mantidae. Inga underarter finns listade i Catalogue of Life.